# Koror (île)
Pour les articles homonymes, voir Koror (homonymie).
Koror ou Oreor est une des îles Palaos, située dans l'État de Koror et abritant la majorité de la ville de Koror, la plus grande du pays et ancienne capitale.
L'île est reliée par des ponts à trois îles voisines :
- Ngerekebesang où se trouve Meyuns, la seconde plus grande ville du pays avec une population de 1 200 habitants ;
- Malakal où se trouve le port de Koror ;
- Babeldaob, via le pont de Koror-Babeldaob, où se trouve l'aéroport international Roman-Tmetuchl et la nouvelle capitale du pays Melekeok.